# Strelka
Strelka (en ruso Стрелка) es el extremo oriental de la isla Vasílievski en San Petersburgo (Rusia), uno de los conjuntos arquitectónicos más atractivos de la ciudad, que armoniza con la arquitectura del paisaje de la orilla del río Nevá.
El nombre ruso de Strelka (literalmente 'flecha') hace referencia al espolón que se forma en la confluencia o divergencia de dos ríos o afluentes, en este caso donde se unen los dos brazos principales del Nevá, el Nevá Grande (Bolshaya) y el Nevá Pequeño (Málaya). También son conocidas la Strelka de Nizhni Nóvgorod, en la confluencia del río Volga y el río Oká, y de Yaroslavl, donde el río Volga se une con el río Kótorosl.

## Historia

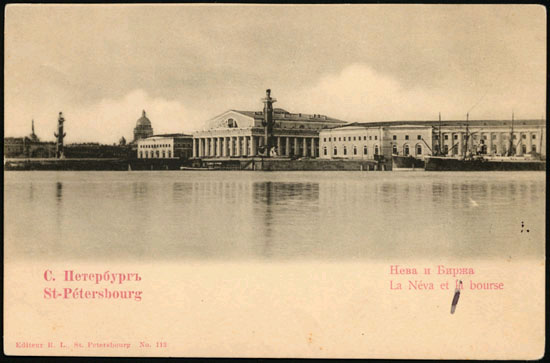
Strelka de la isla Vasílievski en una postal del principio del.

La isla Vasílievski se empezó a edificar en tiempos de Pedro I de Rusia. En 1716 se aprobó el proyecto inicial del arquitecto italiano Domenico Trezzini, según el cual se debía crear una plaza trapezoidal cerrada, rodeada por el perímetro de las casas. Pero Trezzini lo tuvo que modificar entre 1719 y 1721 a instancias del zar, que quería hacer de la punta de la isla el centro cultural y de negocios de la ciudad. Así, se decidió crear los Doce Colegios (conjunto de edificios que alojaban los diversos ministerios del Gobierno y el Senado, y actualmente sede de la Universidad de San Petersburgo), la Bolsa, las galerías comerciales y la catedral.
A comienzos de la década del 1720, cerca de la orilla sur del Strelka (la que da al Gran Nevá) se construyeron la Kunstkámera o gabinete de curiosidades y el palacio de la zarina Praskovia Saltykova, que fue concedido a la Academia de Ciencias. Pero la orilla norte no resultó tan bien equipada. Allí, junto al Pequeño Nevá, Trezzini proyectó las galerías comerciales o Gostini Dvor (1722-1735, se conserva una parte) y las residencias de varias familias nobles como los Apraksin, los Demídov, los Naryshkin y Lopujín. En la década del 1730 esta zona fue concedida al puerto y los edificios alojaron la lonja, la aduana y varios almacenes. Entre las dos orillas quedaba un gran solar vacío.

### Continuación del proyecto urbanístico
A mediados del siglo XVIII, en la parte central había el proyecto de hacer un pabellón para colocar en ella el Globo de Gottorf, un gran globo terráqueo, que resultó gravemente dañado en un incendio en 1747. Según el plan de ordenación aprobado en 1767 por la Comisión de Urbanismo, la planta del solar central había de remodelarse en forma de herradura. En los seis años que van del 1783 al 1789 el arquitecto italiano Giacomo Quarenghi construyó junto al Gran Nevá el edificio de la  Academia de Ciencias de San Petersburgo, y posteriormente una parte de los almacenes del Norte (1795-97).
Entre 1805 y 1810 el arquitecto francés Thomas de Thomon construyó en el espacio que quedaba vacío entre estos dos edificios la nueva Bolsa, que debía satisfacer las necesidades de la creciente economía rusa. El majestuoso edificio es de estilo neoclásico, emulando los antiguos templos griegos. Enfrente, el arquitecto levantó dos columnas rostrales con figuras alegóricas en la base, que representan los grandes ríos rusos: el Volga, el Dniéper, el Nevá y el Vóljov. El conjunto se completó con varios edificios y almacenes, obra de Iván Luchini (1826-1832).

## Un nuevo panorama desde el 2008

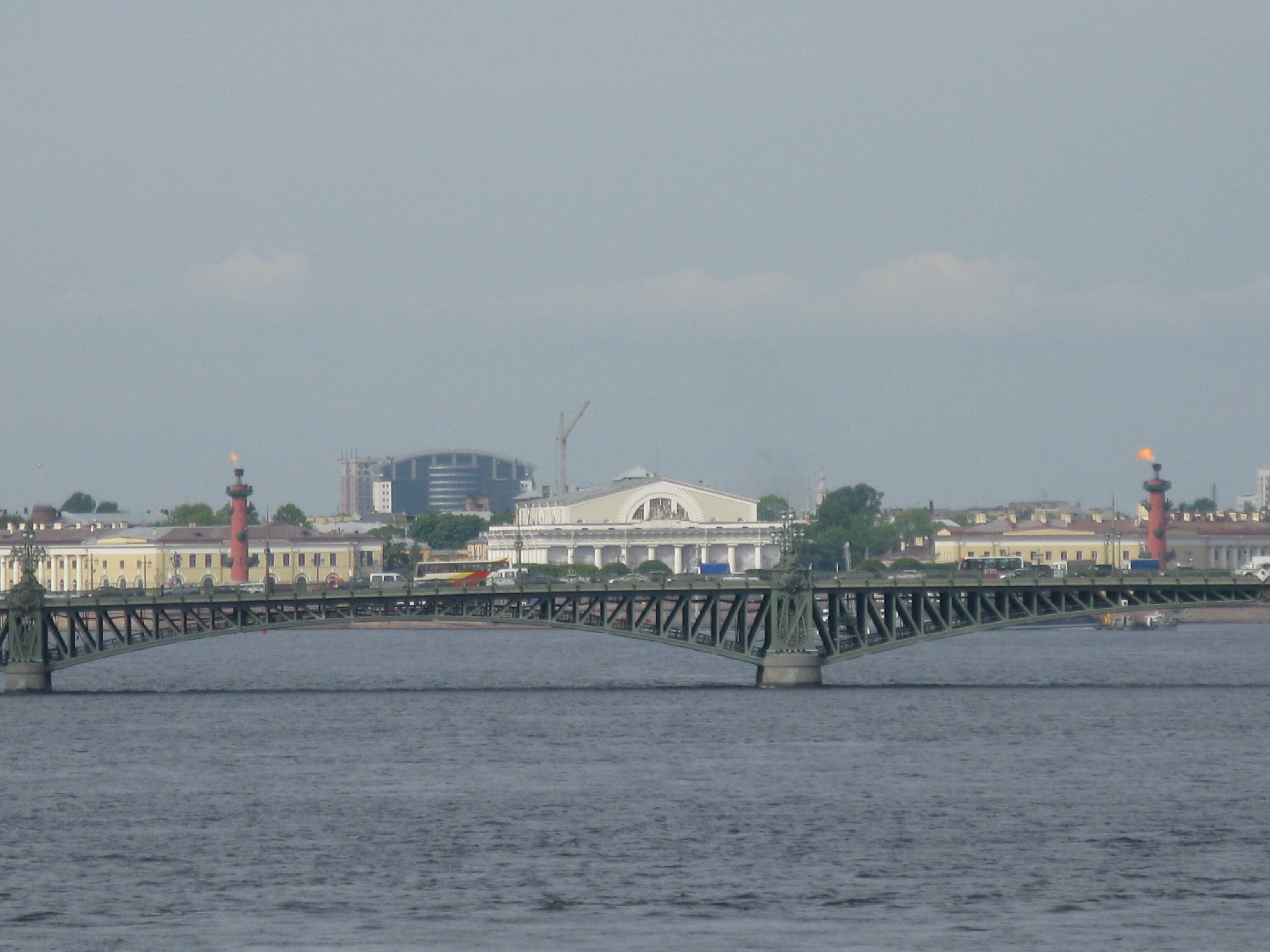
Nueva visión del Strelka a partir del año 2008 (en primer término, el puente de la Trinidad).

En 2008, la apariencia histórica del Strelka de la isla Vasílievski ha perdido irremisiblemente a raíz de la construcción de altos edificios de la nueva Bolsa y el complejo residencial cercano al Palacio de la Cultura Kírov, que sobresalen tras la horizonte y dañan el panorama tradicional que se aprecia desde el Nevá. Además, está el proyecto del Frente Marítimo, un nuevo complejo de viviendas en la otra punta de la isla, que aún puede empeorar el panorama armonioso del Strelka.